# Ровище (Загорє-об-Саві)
Ровище (словен. Rovišče) — поселення в общині Загорє-об-Саві, Засавський регіон, Словенія. Висота над рівнем моря: 667,5 м.